# Copperbelt (regione mineraria)

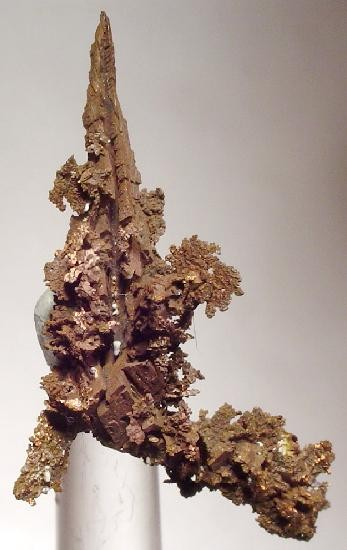
Rame puro estratto nella Cooperbelt

La Copperbelt è una regione tra l'Africa centrale e l'Africa orientale che occupa uno spazio diviso tra lo Zambia centrale e l'estrema parte meridionale della Repubblica Democratica del Congo conosciuta per la ricchezza dei suoi giacimenti di rame. Tradizionalmente, comprende le zone minerarie Africane della provincia di Copperbelt (attorno alle città di Ndola, Kitwe, Chingola, Luanshya e Mufulira) e la provincia congolese dell'Alto Katanga, che fino al 2023 era a sua volta una porzione del più vasto Katanga e concentrata attorno al capoluogo Lubumbashi.

## Storia
La scoperta da parte del mondo occidentale del rame in Zambia è dovuta all'esploratore statunitense Frederick Russell Burnham, che nel 1901 ha diretto la imponente esplorazione organizzata dalla Northern Territories (BSA) Exploration Co., al termine della quale documentò l'esistenza di importanti depositi di rame nell'Africa centrale. Lungo il corso dei fiume politia in quella che allora era nota come Rhodesia Settentrionale, Burnham rilevò molte similitudini ambientali con i depositi di rame dove aveva lavorato negli Stati Uniti e osservò che molti locali indossavano braccialetti di rame. Nel suo rapporto alla British South Africa Company, Burnham descrive dettagliatamente le potenzialità offerte dall'investimento necessario allo sfruttamento minorile di tali giacimenti di rame.

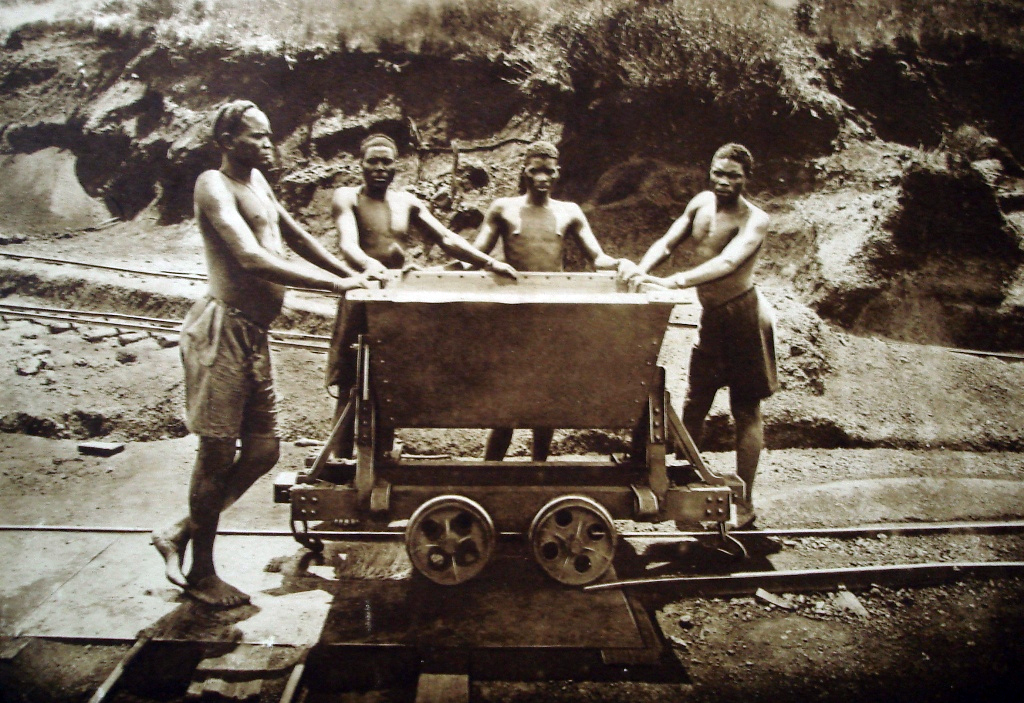
Minatori di origine ruandese in una miniera di rame congolese nel 1920, durante il periodo coloniale belga

### Ferrovie
La distanza dei giacimenti dai luoghi di trasformazione e consumo del rame era uno dei problemi fondamentali da risolvere per poter giustificare un interesse economico nello sviluppo delle miniere. Molti anni più tardi dopo la pubblicizzazione del fatto che esistessero giacimenti importanti, la British South Africa Company costruì insediamenti lungo il fiume e anche una ferrovia che potesse trasportare il minerale estratto fino al porto di Beira in Mozambico.
Nel 1855, fu creata la Union Minière du Haut Katanga per sfruttare le miniere del Katanga. L'allora re Leopoldo del Belgio appoggiava la costruzione di una linetta ferroviaria che corresse interamente nel territorio congolese da lui controllato e parallela al corso del fiume Congo. Allo stesso scopo, era stata progettata anche una linea attraverso l'Angola, dal Katanga fino alla baia di Lobito, ma nel 1908, la BSAC concluse un accordo con il re Leopardo e investì nel prolungamento della ferrovia rhodesiana esistente fino a Elizabethville (ora Lubumbashi) e la zona mineraria. Tra il 1934, quando iniziò l'estrazione di rame su scala industriale, e il 1928, quando fu completata la ferrovia congolese, quasi tutto il minerale fu trasportato a Beira utilizzando la ferrovia inglese trans-rhodesiana. La ferrovia del Benguela, completata nel 1931, garantiva il collegamento più corto tra le miniere e l'oceano Atlantico, ma non fu mai usata secondo le sue potenzialità per l'opposizione politica messa in atto sia dal Congo sia dalle due Rhodesie per favorire invece le proprie linee.

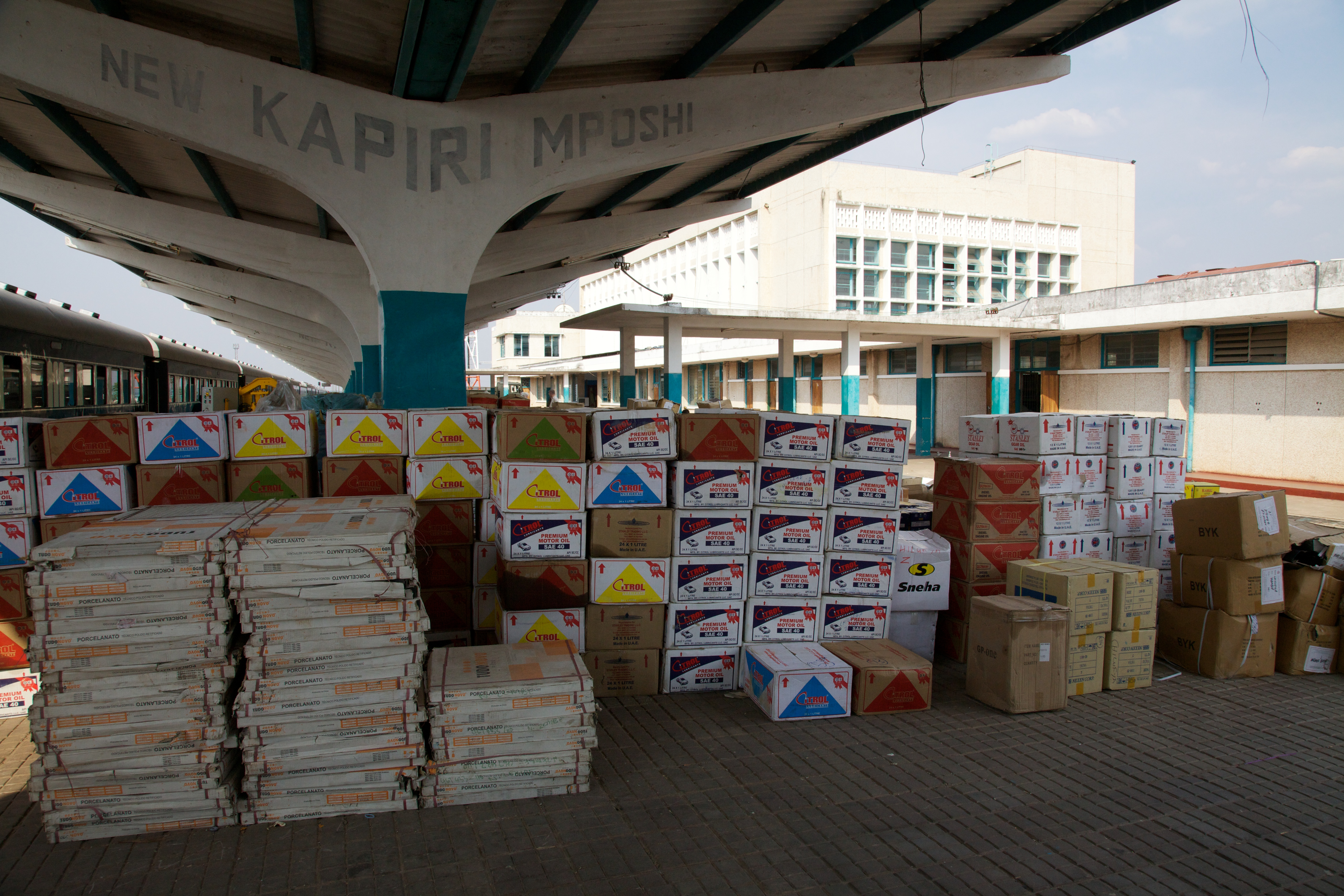
Merci accatastate per la spedizione con la ferrovia Tazara, nella stazione di New Kapiri Moshi.

Più recentemente, lo Zambia e la Tanzania, in accordo con la Cina, hanno dato vita a un accordo che ha portato alla costruzione della ferrovia TAZARA, inaugurata nel 1975, che garantisce un collegamento relativamente rapido (36 ore) tra il terminal minerario di New Kapiri Moshi, nella parte zambiana del Cooperbelt e il porto tanzaniano di Dar es Salaam sull'oceano Indiano.

### La secessione del Katanga
Negli anni sessanta, la ricchezza generata dalle miniere, è stata la ragione scatenante di una rivolta che, nel periodo tra il 1960 e il 1963, aveva portato alla dichiarazione unilaterale di indipendenza dello Stato del Katanga, solo due settimane dopo la proclamazione dell'indipendenza del Congo.